# Iathrippa hirsuta
Iathrippa hirsuta là một loài chân đều trong họ Janiridae. Loài này được Carvacho miêu tả khoa học năm 1981.